# Little Brother
Little Brother blev dannet i North Carolina i 1998 af de to rappere Phonte og Big Pooh samt produceren og dj'en 9th Wonder. Gruppenavnet kom på plads omkring årtusindeskiftet og var en hyldest til forbillederne – eller de åndelige storebrødre – De la Soul, A Tribe Called Quest og The Roots m.fl.
Som en del af kollektivet The Justus League begyndte Little Brother at gøre sig synlig på den amerikanske undergrundsscene, og da gruppen i 2003 udsendte den tænksomme og optimistiske debut 'The Listening' stod både anmeldere og hiphop-fans i kø for at udråbe gruppen som hiphoppens redningsmænd.
I 2005 udsendte Little Brother det stærke album 'The Minstrel Show', der skabte en del furore, grundet gruppens sammenligninger mellem hiphop-kulturen og fortidens minstrel-shows, hvor sorte mere eller mindre frivilligt lod sig ydmyge for at underholde et hvidt publikum. Det var også i den forbindelse at tv-stationen BET nægtede at spille gruppens musik, da det var for intelligent til deres publikum.
Sideløbende med karrieren i Little Brother udviklede 9th Wonder sig med tiden til en de mest spændende producere. Udover enkelt-produktioner for genrens kanoner har han bl.a. også lavet 1producer-1mc-projekter med Murs og Skyzoo.
Både Big Pooh og Phonte har også udgivet plader i andre sammenhænge – Phonte i samarbejde med den hollandske producer Nicolay.
I 2007 forlod 9th Wonder gruppen.
Resten af Little Brother udsendte med hjælp fra Mick Boogie i 2007 mixtapet 'And Justus For All'.

## Diskografi

### Albums
- 2003: The Listening
- 2005: The Minstrel Show
- 2007: And Justus For All